# Tangará (Rio Grande do Norte)
Tangará est une municipalité brésilienne située dans l'État du Rio Grande do Norte.